# 10064 Hirosetamotsu
10064 Hirosetamotsu este un asteroid din centura principală, descoperit pe 31 octombrie 1988, de Takuo Kojima.